# Miles Hyman
Pour les articles homonymes, voir Hyman.
Miles Hyman, né le 27 septembre 1962 à Bennington, dans le Vermont, est un illustrateur français d'origine américaine. Il a utilisé les pseudonymes de "Milo Daax" (à ses débuts) et "Ex-Voto" (pour signer des couvertures réalisées en collaboration avec sa femme Carole Schilling-Hyman).

## Biographie

### Enfance et jeunesse
Miles Hyman grandit à New York, dans le quartier du Lower East Side où son père, Laurence Jackson, travaille tout en jouant de la trompette dans un groupe de Jazz. Sa mère, qui avait fait des études d'art à Bennington College, s'occupe de l'éducation de sa petite sœur Gretchen et lui-même. Il apprend la mort de sa grand-mère, la romancière Shirley Jackson, alors qu'il n'a même pas trois ans,. Quelques années plus tard, sa famille retourne vivre dans le Vermont. Après la mort de son grand-père, Stanley Edgar Hyman, en 1970, ses parents font l'acquisition de la plupart des meubles et affaires de ses grands-parents : Hyman grandit parmi ces affaires, écoute leurs musiques (notamment Ma Rainey, Bix Beiderbecke et Louis Armstrong) et lit les milliers de livres dont ils ont hérité, parmi lesquels des classiques, des polars et des ouvrages de sciences occultes.

### Études universitaires
Il étudie la peinture dans la Buxton School de Williamstown dans le Massachusetts puis les arts graphiques à la Wesleyan University. C'est dans un musée proche de son campus, le Clark Art Institute, qu'il découvre la peinture américaine et européenne du XIXe siècle, parmi lesquelles les œuvres de Renoir, Pissarro, Monet et Sisley.
Il fait son premier voyage en France à l'âge de dix-huit ans, puis suit des études de peinture à Aix-en-Provence. Il arrive à Paris en 1985 et étudie à l'École des beaux-Arts auprès d'Henri Clement.

### Carrière
Il commence sa carrière d'illustrateur en 1987 dans le magazine Lire, puis publie aux éditions Autrement, Eden et Futuropolis. Il utilise le pseudonyme de Milo Daax. Il crée les couvertures de nombreux livres aux éditions Denoël, Gallimard, Le Seuil, Simon & Schuster, Actes Sud, etc. Il est présent dans de nombreux supports de la presse magazine et montre régulièrement son talent dans la communication (Louis Vuitton, IBM, Canal+, etc.).
En 1994, Miles Hyman part pour Los Angeles où il vit pendant huit ans avant de retourner en France en 2002, où il vit actuellement. Il continue à collaborer avec des éditeurs français et américains, tels que Viking-Penguin, Sterling, Random House, Denoël, Gallimard Jeunesse et Casterman. Il est également le dessinateur attitré des couvertures de la série de romans policiers du Poulpe.
Son travail a été montré au Palais de Tokyo en 1990, et dans diverses galeries à travers le monde : Galerie Rohwedder et Galerie Medicis à Paris, Galerie Papiers Gras à Genève, Galerie Maeght à Barcelone et Galerie Michael à Beverly Hills.
Petit-fils de Shirley Jackson, Hyman adapte sa nouvelle La Loterie en bande dessinée, publiée en 2016. Son album suivant Le Coup de Prague, sur un scénario de Jean-Luc Fromental sort en 2017 dans la collection Aire libre des éditions Dupuis.
En avril 2017, Hyman est nommé Chevalier de l'Ordre des Arts et des Lettres par la Ministre de la Culture, Audrey Azoulay. La même année, il emménage à Moret-sur-Loing avec son épouse.

## Influences
Parmi les illustrateurs et graphistes, ceux qui influencent le plus le travail de Miles Hyman sont Edward Hopper, Édouard Vuillard et Pierre Bonnard. Les films noirs, selon lui, sont aussi une source d'inspiration, avec leurs jeux d'ombre et de lumière.

## Publications

### Bandes dessinées
- ABC, Futuropolis, coll. 30/40, 1993
- Nuit de fureur[6], en collaboration avec Matz et Jim Thompson, Casterman, série Rivages/Noir, 2008
- Le Dahlia noir[7], Matz, David Fincher et Miles Hyman ; d'après James Ellroy[8]. Paris : édition Casterman, novembre 2013, 178 p.  (ISBN 9782203045682)
- La Loterie, d'après la nouvelle éponyme de Shirley Jackson, Casterman, septembre 2016
- Le Coup de Prague, scénario de Jean-Luc Fromental, Dupuis, 2017
- Une romance anglaise / scénario Jean-Luc Fromental. Marcinelle : Dupuis, collection. "Air libre", 10/2022, 102 p.  (ISBN 979-10-347-3043-8). Variante : Dupuis, 10/2022, 104 p.  (ISBN 979-10-347-6459-4). Tirage de tête à 777 exemplaires, avec frontispice numéroté et signé.
- La Vie secrète des écrivains / Miles Hyman ; d'après le roman de Guillaume Musso. Paris : Calmann-Lévy, coll. "Graphic", 09/2023, 192 p.  (ISBN 978-2-7021-8325-0)
- Mon Amérique. Paris : 21g, coll. "Carnets d'ailleurs : voyages dessinés" n° 3, 10/2024.  (ISBN 979-10-93111-36-0)

### Beaux livres
- America. Châteaulin : Locus solus, 05/2024, 79 p.  (ISBN 978-2-36833-493-5)

### Ouvrages illustrés

#### Sous le pseudonyme de Milo Daax
- L'Homme à deux têtes. Paris : Futuropolis, coll. "X", 11/1987.  (ISBN 2-7376-5660-5)
- Hervé Jaouen, La Croix du Sud. Paris : Syros jeunesse, coll. "Souris noire Plus" n° 2, 1988, 80 p.  (ISBN 2-86738-281-5)
- Collectif, Agenda du polar 1989. Paris : Eden, 1988.

#### Sous le nom de Miles Hyman
- Marc Villard, Chroniques ferroviaires, Futuropolis, 1989
- John Dos Passos, Manhattan Transfer, Futuropolis Gallimard, 1990
- Joseph Conrad, L'Agent secret, Futuropolis Gallimard, 1992
- Philippe Djian, Lorsque Lou, Futuropolis Gallimard, 1992 (réédition 2008)
- Michel Grisolia, L'été rouge, Hachette, 1996 (rééd. 2004)
- Jean-Jacques Tupet, La nuit de la louve, Bayard Poche, coll. Je Bouquine, 1996
- Thierry Lenain, Trouillard !, Nathan, 1998
- Marc Villard, Pigalle , Eden, 2000
- Dylan Thomas, Un noël d'enfance au pays de Galles, Denoel, 2005
- Vincent Rea, New York, Itinéraires, Casterman/Lonely Planet, 2010
- Philippe Paringaux, Images Interdites, Casterman, 2010
- Alexandra Schwartzbrod, Ava et Marilyn, Le Monde / SNCF coll. « Les Petits polars du Monde » no 7, 2013
- Béatrice Nicodème, L'anneau de Claddagh, Gulf Stream, 2015.
- Michael Moorcock ; trad. Jean-Luc Fromental, Kaboul et autres souvenirs de la Troisième Guerre mondiale. Paris : Denoël, coll. "Denoël Graphic", 09/2018, 223 p.  (ISBN 978-2-207-13924-0). Rééd. Gallimard, coll. "Folio BD", 12/2025.  (ISBN 978-2-07-289122-9)

### Couvertures
- Shirley Jackson, La Loterie et autres contes noirs, Rivages/Noir, 2019
- Shirley Jackson, Hangsaman, Rivages/Noir, 2021